# Дудыпта
Дуды́пта — река в России, в южной части Таймыра, Красноярский край. Правый приток Пясины, река принадлежит бассейну Карского моря.

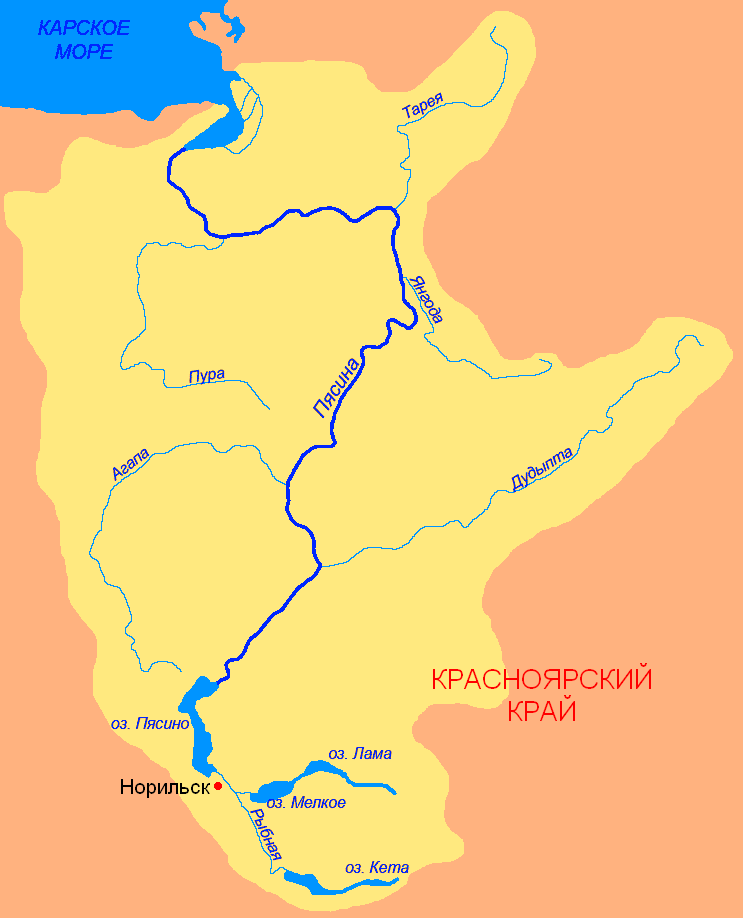
Бассейн Пясины

## Общие сведения
Дудыпта протекает в центральной части Северо-Сибирской низменности. Площадь водосбора реки — 33 100 км², общая длина составляет 687 км. Берёт начало из озера Макара (Дудыптские озёра); далее протекает по крайне заболоченной, тундровой местности. Впадает справа в Пясину в 674 км от её устья.
Бассейн реки целиком расположен в районе распространенной вечной мерзлоты, мощность которой здесь превосходит 500 м. Ледостав на реке с конца сентября по начало июня. В июле — августе судоходна на протяжении 150 км от устья.
Богата рыбой (муксун, чир и др.). Летом на реке собирается водоплавающая птица.

## Основные притоки
(расстояние от устья)
- 71 км — река Кыстыктах (лв)[7]
- 96 км — река Угарная (пр)[7]
- 130 км — река Батайка (пр)[7]
- 135 км — река Авам (лв)[7]
- 232 км — река Тундровая (пр)[7]
- 244 км — река Каменная (лв)[7]
- 334 км — река Большая Тундровая (пр)[7]

## Данные водного реестра
По данным государственного водного реестра России и геоинформационной системы водохозяйственного районирования территории РФ, подготовленной Федеральным агентством водных ресурсов:
- Бассейновый округ — Енисейский
- Речной бассейн — Пясина
- Речной подбассейн — отсутствует
- Водохозяйственный участок — Пясина и другие реки бассейна Карского моря от восточной границы бассейна Енисейского залива до западной границы бассейна реки Каменной